# عمران (محافظة)
محافظة عمران إحدى محافظات اليمن ومركزها مدينة عمران. تعد محافظة عمران إحدى المحافظات اليمنية التي اُستحدثت بعد الإعلان عن قيام دولة الوحدة، وتبعد عن العاصمة بحدود (50) كيلو متراً، ويشكل سكان المحافظة ما نسبته (4.5%) من إجمالي سكان الجمهورية. تقسم إدارياً إلى (20) مديرية، ومدينة عمران مركز المحافظة. وتعد الزراعة من أهم الأنشطة التي يمارسها سكان المحافظة، إذ تنتج العديد من المحاصيل الزراعية، أهمها الحبوب والخضروات، فضلاً عن الاهتمام بالثروة الحيوانية، وأهم مصانع المحافظة، مصنع أسمنت عمران. وتضم أراضي المحافظة بعض المعادن كالاسكوريا والبرلايت المستخدم في صناعة الأسمنت والعوازل الحرارية. وأهم المعالم السياحية والأثرية في المحافظة الجوامع الإسلامية، منطقة ظفار ذيبين المشهورة بجامعها العتيق. وتضاريس المحافظة متنوعة وتتميز بمناخ معتدل في فصل الصيف وبارد في فصل الشتاء.

## موقع المحافظة

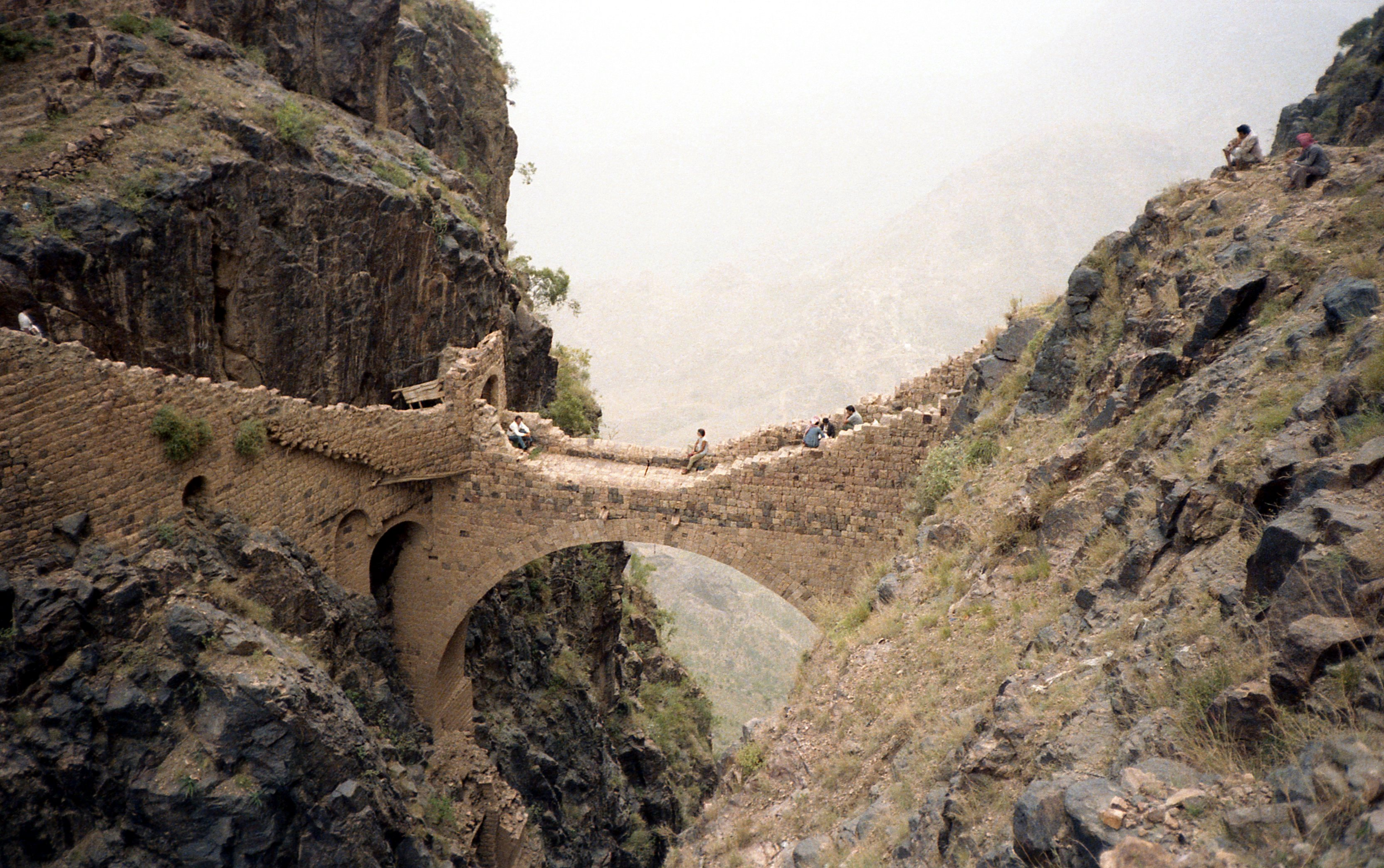
جسر شهارة

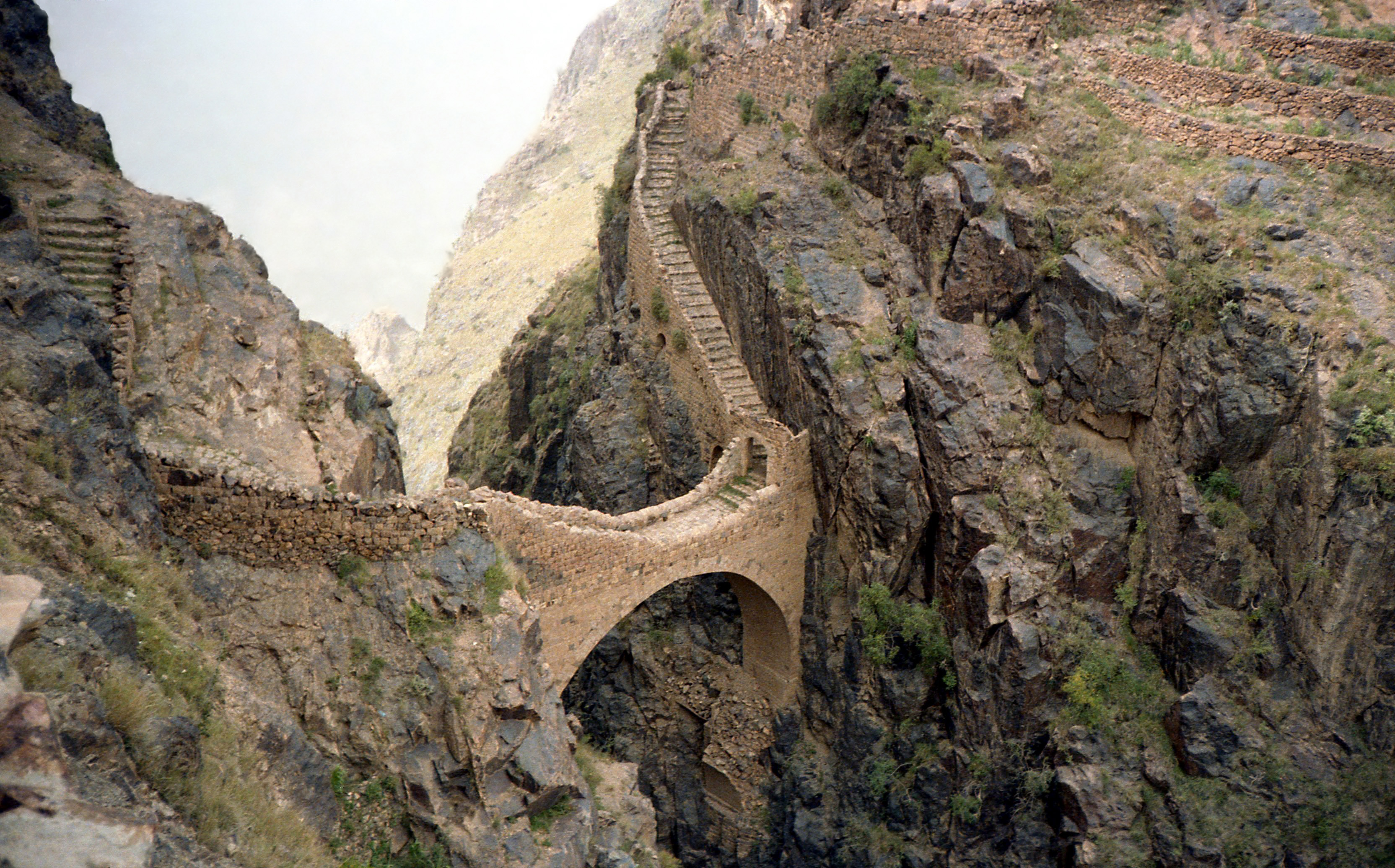
جسر شهارة

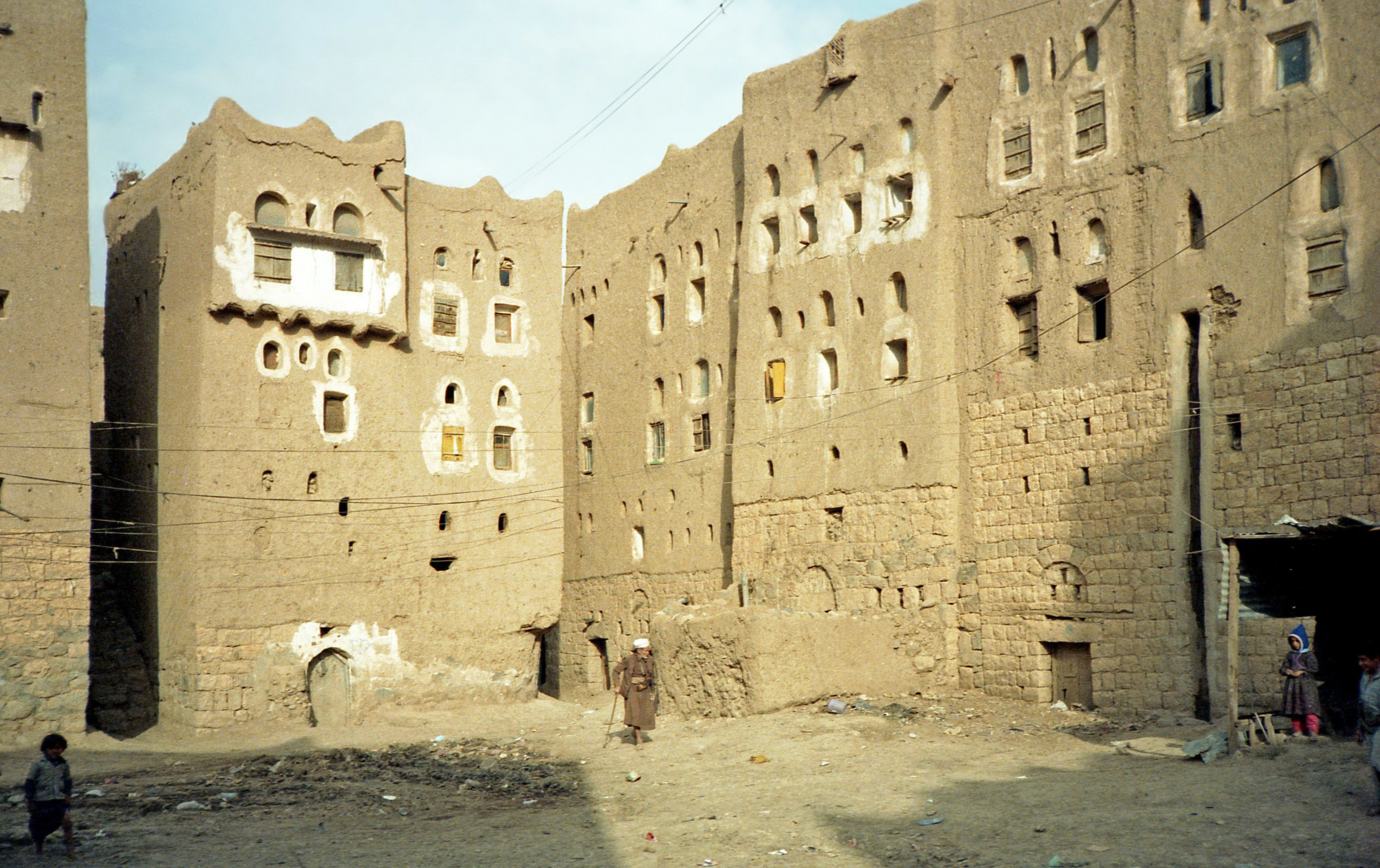
صورة من عمران القديمة

تقع محافظة عمران شمال العاصمة صنعاء وتبعد عنها بمسافة حوالي (50 كم) تقريباً وتتصل المحافظة بمحافظة صعدة من الشمال، محافظة صنعاء من الجنوب، محافظتي حجة المحويت من الغرب، محافظتي الجوف وصنعاء من الشرق.

## المساحة
تبلغ مساحة المحافظة حوالي (7971) كم2 تتوزع علي (20) مديرية بصورة متباينة وتعتبر مديرية حرف سفيان أكبر مديريات المحافظة تبلغ مساحتها (2782)كم2.كما تعد مديرية عمران أصغر المديريات من حيث المساحة (120)كم2

## السكان
يبلغ عدد سكان محافظة عمران وفقاً لنتائج التعداد العام للسكان والمساكن والمنشآت لعام 2004م (877.786) نسمه وينمو السكان سنويا بمعدل(1.82%).
| م  | المديرية             | المديرية             | المديرية             | المساحة(كم2) | الكثافة(نسمةكم2) | عدد المساكن | عدد الأسر | إجمالي السكان المقيمين | إجمالي السكان المقيمين | إجمالي السكان المقيمين |
| م  | المديرية             | المديرية             | المديرية             | المساحة(كم2) | الكثافة(نسمةكم2) | عدد المساكن | عدد الأسر | عدد الذكور             | عدد الأناث             | إجمالي                 |
| -- | -------------------- | -------------------- | -------------------- | ------------ | ---------------- | ----------- | --------- | ---------------------- | ---------------------- | ---------------------- |
| 1  | مديرية حرف سفيان     | مديرية حرف سفيان     | مديرية حرف سفيان     | 2,733.90     | 15.53            | 4969        | 5222      | 22375                  | 20105                  | 42480                  |
| 2  | مديرية حوث           | مديرية حوث           | مديرية حوث           | 370.00       | 60.18            | 2440        | 3084      | 11729                  | 10538                  | 22267                  |
| 3  | مديرية العشة         | مديرية العشة         | مديرية العشة         | 651.60       | 67.3             | 4981        | 5084      | 23668                  | 20191                  | 43859                  |
| 4  | مديرية قفلة عذر      | مديرية قفلة عذر      | مديرية قفلة عذر      | 495.00       | 74.18            | 4593        | 4527      | 19314                  | 17408                  | 36722                  |
| 5  | مديرية شهارة         | مديرية شهارة         | مديرية شهارة         | 175.60       | 249.07           | 5201        | 5484      | 21807                  | 21931                  | 43738                  |
| 6  | مديرية المدان        | مديرية المدان        | مديرية المدان        | 108.20       | 249.12           | 2867        | 3354      | 13760                  | 13195                  | 26955                  |
| 7  | مديرية صوير          | مديرية صوير          | مديرية صوير          | 151.20       | 137.92           | 2565        | 2580      | 11116                  | 9738                   | 20854                  |
| 8  | مديرية ظليمة حبور    | مديرية ظليمة حبور    | مديرية ظليمة حبور    | 199.90       | 196.76           | 4281        | 4914      | 20069                  | 19265                  | 39334                  |
| 9  | مديرية ذيبين         | مديرية ذيبين         | مديرية ذيبين         | 344.00       | 89.5             | 3276        | 4350      | 15838                  | 14961                  | 30799                  |
| 10 | مديرية خارف          | مديرية خارف          | مديرية خارف          | 264.80       | 173.6            | 4783        | 4977      | 23311                  | 22666                  | 45977                  |
| 11 | مديرية ريده          | مديرية ريده          | مديرية ريده          | 217.90       | 214              | 5468        | 5490      | 23978                  | 22649                  | 46631                  |
| 12 | مديرية جبل عيال يزيد | مديرية جبل عيال يزيد | مديرية جبل عيال يزيد | 241.65       | 349.23           | 9286        | 9449      | 42610                  | 41782                  | 84393                  |
| 13 | مديرية السودة        | مديرية السودة        | مديرية السودة        | 173.60       | 185.3            | 3338        | 3768      | 16085                  | 16084                  | 32169                  |
| 14 | مديرية السود         | مديرية السود         | مديرية السود         | 156.80       | 165.12           | 2877        | 3029      | 13036                  | 12856                  | 25892                  |
| 15 | مديرية عمران         | مديرية عمران         | مديرية عمران         | 119.40       | 807.16           | 12478       | 12322     | 50664                  | 45682                  | 96375                  |
| 16 | مديرية مسور          | مديرية مسور          | مديرية مسور          | 131.30       | 292.7            | 3932        | 4694      | 19468                  | 18964                  | 38432                  |
| 17 | مديرية ثلاء          | مديرية ثلاء          | مديرية ثلاء          | 172.50       | 237.5            | 4246        | 5200      | 20793                  | 20178                  | 40971                  |
| 18 | مديرية عيال سريح     | مديرية عيال سريح     | مديرية عيال سريح     | 240.20       | 224.87           | 5863        | 6136      | 27702                  | 26310                  | 54015                  |
| 19 | مديرية خمر           | مديرية خمر           | مديرية خمر           | 721.50       | 101.48           | 8233        | 8971      | 37247                  | 35972                  | 73225                  |
| 20 | مديرية بني صريم      | مديرية بني صريم      | مديرية بني صريم      | 241.65       | 135.3            | 3481        | 4097      | 16817                  | 15881                  | 32698                  |
| 21 | الإجمالي             | الإجمالي             | الإجمالي             | 7910.7       | 111              | 99,158      | 106,732   | 451,406                | 426,380                | 877,786                |

## التضاريس
ينقسم سطح المحافظة إلى نوعين من التضاريس هما :
المرتفعات الغربية:
تتكون في المديريات الغربية مثل السودة ومسور والمديريات الواقعة في الشمال والغرب ابتداء من مديريات القفلة والعشة، المدان، شهارة. وتشتهر مديريات هذا الإقليم بتضاريسها الشديدة وكثرة جبالها التي أشهرها وأعلاها جبال شهارة التابعة محافظة حجة والمدن وهذه المديريات تخلو من القيعان والسهول سوى بعض المنخفضات الواقعة بين تلك الجبال والمرتفعات.
المرتفعات الوسطى:
تتكون من مجموعات من القيعان أهمها قاع عمران ريدة خارف وقاع حرف سفيان وتضم هذه القيعان امتدادات كثيرة بالإضافة إلى عدد من القيعان امتدادات كثيرة، بالإضافة إلى عدد من القيعان الصغيرة التي تنتشر في عدد من المديريات منها قاع خيوان في شمال شرق مديرية حوث، وتحتوي معظم هذه القيعان على أرض زراعية خصبة تعتمد في زراعتها على المياه الجوفية كقاع الحسين في مديرية ريدة. قاع خيوان وكذلك قاع العشية في مديرية حرف سفيان.

## الأودية
نظراً لأن محافظة عمران تقع بين العديد من الجبال والقمم العالية والتي تشكل العديد من الأودية في بطون ومنخفضات تلك الجبال والمرتفعات وتحدد اتجاهاتها وتعدد وتكثر تلك الأودية تبعاً لتعدد تلك الجبال والمرتفعات فلا تكاد تخلو مديرية من محافظة عمران من الأودية بغض النظر عن اختلافها من حيث الحجم والاتساع إلا أنه من المهم الإشارة إلى معظم تلك الأودية تستقل روافد مهمة بعض الأودية المشهورة كوادي مور في الغرب ووادي الجوف شرقاً.
| الأودية                       | الموقع           |
| ----------------------------- | ---------------- |
| وادي العمشية                  | مديرية حرف سفيان |
| وادي مذاب ووادي سفيان         | مديرية حرف سفيان |
| أودية السودة                  | السودة           |
| وادى مسور ووادي القفلة والعشة | القفلة والعشة    |

وادي عقار وهو شمال غرب مدينة عمران تعتمد الزراعة فيه على الأمطار الموسمية
وادى ضيان -مديرية عيال سريح يعتبر من أجمل المنتزهات الطبيعية في عمران
وادي أنهر الذي تبدأ مصباته من جبال الأهنوم مديريتي المدان وشهارة
وادي أخرف من جبال مديرية ظليمة
وتصب غالبية أودية المحافظة في وادي مور الذي يصب في البحر الأحمر

## المناخ
العوامل المؤثرة في المناخ في المحافظة هي الارتفاع ومستوى السطح وكون محافظة عمران متباينة التضاريس فإن المناخ فيها متنوع ففي الأجزاء الشمالية للمحافظة تنخفض درجة البرودة وغالباً ما يكون المناخ فيها معتدلاً باستثناء بعض المرتفعات التي تزيد فيها البرودة خصوصاً في الشتاء أما الأجزاء الغربية من المحافظة ذات المرتفعات العالية فيسودها مناخ بارد شتاء ومعتدل صيف.
- الأمطار: تسقط الأمطار على معظم مديريات المحافظة في فصل الصيف وتكون تلك الأمطار أكثر غزارة في الأجزاء الجبلية الغربية. كما تسقط الأمطار على المحافظة في فصل الشتاء ولكن في صورة محددة ونادرة.
| البيانات المناخية لـمحافظة عمران                    | البيانات المناخية لـمحافظة عمران | البيانات المناخية لـمحافظة عمران | البيانات المناخية لـمحافظة عمران | البيانات المناخية لـمحافظة عمران | البيانات المناخية لـمحافظة عمران | البيانات المناخية لـمحافظة عمران | البيانات المناخية لـمحافظة عمران | البيانات المناخية لـمحافظة عمران | البيانات المناخية لـمحافظة عمران | البيانات المناخية لـمحافظة عمران | البيانات المناخية لـمحافظة عمران | البيانات المناخية لـمحافظة عمران | البيانات المناخية لـمحافظة عمران |
| الشهر                                               | يناير                            | فبراير                           | مارس                             | أبريل                            | مايو                             | يونيو                            | يوليو                            | أغسطس                            | سبتمبر                           | أكتوبر                           | نوفمبر                           | ديسمبر                           | المعدل السنوي                    |
| --------------------------------------------------- | -------------------------------- | -------------------------------- | -------------------------------- | -------------------------------- | -------------------------------- | -------------------------------- | -------------------------------- | -------------------------------- | -------------------------------- | -------------------------------- | -------------------------------- | -------------------------------- | -------------------------------- |
| متوسط درجة الحرارة الكبرى °م (°ف)                   | 26.0 (78.8)                      | 29.0 (84.2)                      | 28.0 (82.4)                      | 29.0 (84.2)                      | 29.0 (84.2)                      | 31.0 (87.8)                      | 32.0 (89.6)                      | 30.0 (86.0)                      | 29.0 (84.2)                      | 27.0 (80.6)                      | 26.0 (78.8)                      | 25.0 (77.0)                      | 28.4 (83.2)                      |
| متوسط درجة الحرارة الصغرى °م (°ف)                   | 1.0 (33.8)                       | 2.0 (35.6)                       | 7.0 (44.6)                       | 11.0 (51.8)                      | 13.0 (55.4)                      | 10.0 (50.0)                      | 15.0 (59.0)                      | 14.0 (57.2)                      | 12.0 (53.6)                      | 6.0 (42.8)                       | 4.0 (39.2)                       | 2.0 (35.6)                       | 8.1 (46.6)                       |
| المصدر: أرشيف الأحوال الجوية في المطار محافظة عمران |                                  |                                  |                                  |                                  |                                  |                                  |                                  |                                  |                                  |                                  |                                  |                                  |                                  |

ولمعرفة حالة الطقس المتوقعه خلال الأربعة والعشرين ساعة القادمة والاسبوع القادم لمحافظة عمران اضغط هنا

### الغطاء النباتي
تتوفر في أجزاء مختلفة من المحافظة سواء الجبلية منها أو المنخفضة الحشائش والأعشاب الصغيرة وغالباً ما تنمو وتزداد في مواسم هطول الأمطار وتشمل مراعي واسعة للحيوانات وهذا إلى جانب وجود أنواع مختلفة من الأشجار المعمرة والتي من أهمها أشجار السرو، الطلح, القرض، السمر, الأراك.

## الحيوانات البرية
توجد أنواع مختلفة من الحيوانات البرية خصوصاً الحيوانات المفترسة والتي من أهمها السباع والنمور إلى جانب القرود والأرانب والثعالب ويتركز وجود الحيوانات في الأجزاء الخالية من السكان. كما توجد أنواع مختلفة من الطيور والزواحف في جميع أجزاء المحافظة.
إضافة للأودية في محافظة عمران هنالك قاع البون او سهل البون (أو مايعرف بامال داود) من أشهر المناطق الزراعية لليمن ويقابلة ناحية جنوب صنعاء قاع جهران (محافظة ذمار)
وادي اخرف

## السياحة
إحدى المحافظات المختزنة للثروة الأثرية الإسلامية، ومركز من مراكز الصناعة التقليدية والتسوق
المعالم السياحية والشواهد التاريخية: لا تزال المدينة القديمة محاطة بسور طيني مع إحدى البوابات والعقود القائمة حتى الآن، ولا يزال السوق القديم لمدينة عمران قائماً، ومباني المدينة تتميز بنمط معماري قوامه الطين المخلوط بالتبن. الحرف والزراعة: تشتهر عمران بزراعة محاصيل من الحبوب والفواكه وهي كأهم مركز للحرف التقليدية والتحف، ولهذا فهي لا تزال مركز تسوق.
من أهم مدنها السياحية: دينة (ريدة) الواقعة شمال مدينة عمران (22كم) ومدينة (خمر)، ومدينة حوث، ومدينة شهارة، و جسر شهارةالمهيب الذي يربط بين منطقتين، بالإضافة إلى مدينة (حبابه) التاريخية التي يفصلها عن مدينة ثلاء طريق ازفلتي قصير وتحتوي مدينتها القديمة على مباني قديمة شاهقة لا زالت آهلة بالسكان تطل على مسبح قديم, وسور حجري قديم يحوط المدينة اعتاد السياح الأجانب زيارتها والسباحة في مسبحها الذي يمتاز بهندسة فريدة تسمح للمياة ان تتبدل باستمرار تلقائيا خلال فترات الأمطار وبإشراف الأهالي مما يجعله نظيف وآمن جدا للسباحة . ومن أّم الحصون التاريخية (حصن ناع) (وظفار ذيبين) الواقعة شمال شرق ريدة (30كم) من مركز المحافظة)، وهي من مواقع الاستيطان الحضري، تضم الكثير من الآثار الإسلامية.. والتي تتمثل بالقلاع والحصون وخزانات المياه، وبالمساجد والأضرخة.
أما مناطقها الجبلية فتعد جبال مسور من الجبال السياحية الشيقة وتجري على جوانبه جداول المياه، ورأس الجبل أوسع يحتضن عدداً من القرى، وجبل مسور من أعلى القمم في محافظة عمران.

## مدينة ثلاء التاريخية

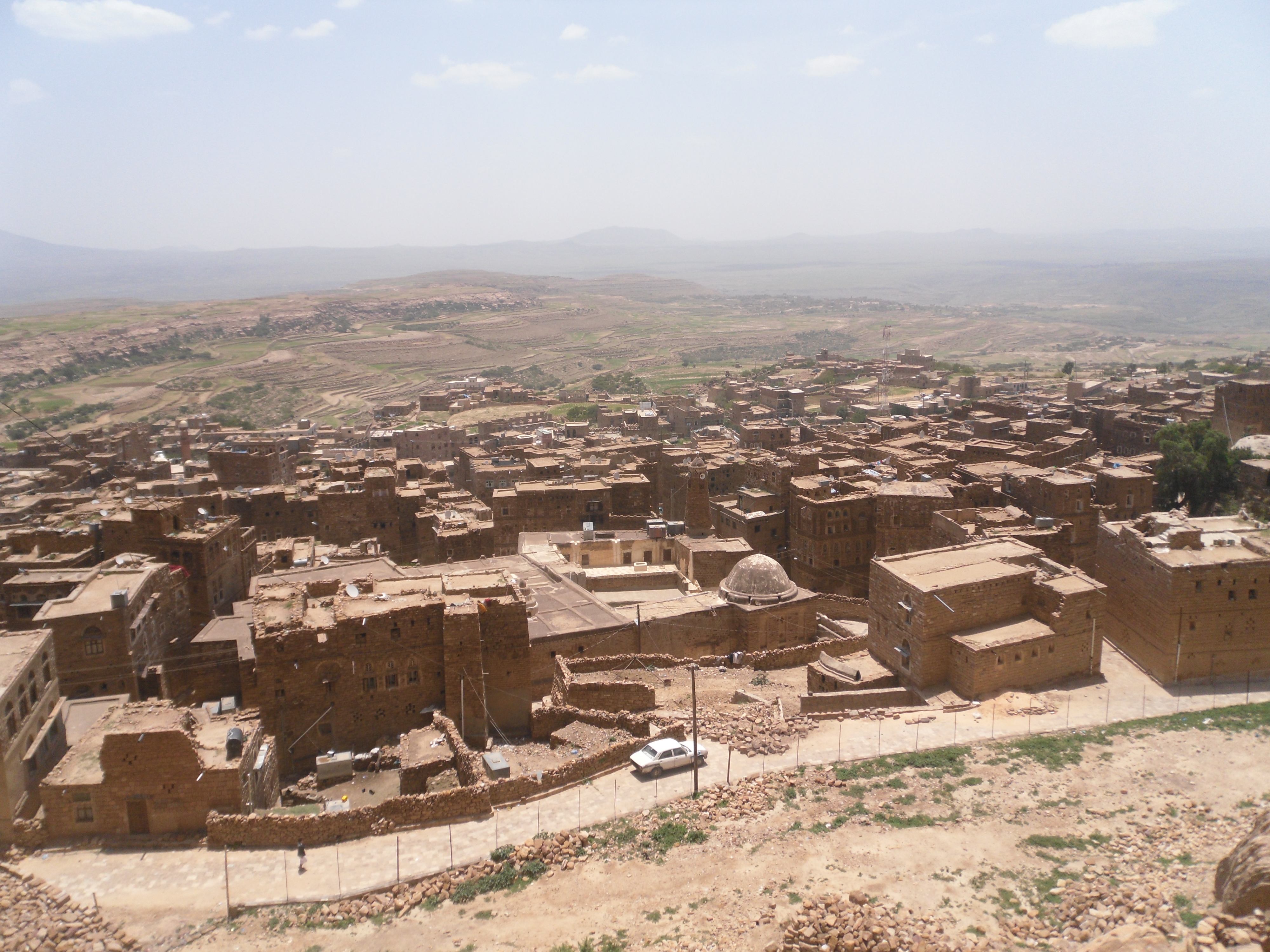
صورة لمدينة ثلاء التقطت من قلعة ثلاء

وهي من أقرب المدن السياحية إلى صنعاء وتبعد عنها 45 كيلومتراً، وهي مدينة يطوقها سور حجري، وشوارعها مبلطة، يعلوها حصن شهير هو حصن ثلا، وهو من أمنع الحصون الدفاعية يتميز بالأبراج والكهوف المنحوتة في أصل مرتفعات الحصن وتتأثر الكثير من الأشجار والنباتات العطرية. و هي واحدة من خمس مدن يمنية ضمن مواقع ثقافية مؤقتة في قائمة التراث العالمي لليونسكو  يرجع تاريخها إلى فترة حمير .

## محافظو محافظة عمران
محافظة عمران من المحافظات الناشئة حديثاً ؛ حيث دُشنت رسمياً بتاريخ 22 أكتوبر 1998م. ولهذا لم تشهد تعيين محافظين كُثُر كغيرها من المحافظات اليمنية قديمة المنشأ.
- وكان أول محافظ لها هو يحيى عبد الله العذري، والذي استمر فيها إلى عام 2000م.[9]
- وخلفه عبد الله علي النسي، وتعين في 20/07/2000م، واستمر إلى مايو 2002م.[10]
- ثم خلفه طه عبد الله هاجر، والذي تعين في مايو 2002م، واستمر فيها إلى أبريل 2007م.[11][12]
- ثم خلفه نعمان أحمد دويد، حيث عُين بقرار جمهوري في 2007م، واستمر محافظاً إلى بداية عام 2008م.[13]
- في مايو 2008م اُنتخب الشيخ كهلان مجاهد أبو شوارب محافظاً لمحافظة عمران ورئيساً للمجلس المحلي فيها. وهو أول محافظ يجري انتخابه في المحافظة. وقد استمر فيها إلى عام 2012م.[14]
- في سبتمبر 2012م عُين محمد بن حسن دماج محافظاً لمحافظة عمران رئيساً لمجلسها المحلي.[15]
- في 8 يونيو 2014م صدر قرار جمهوري بتعين محمد صالح شملان محافظاً لمحافظة عمران.[16]

## صور من محافظة عمران

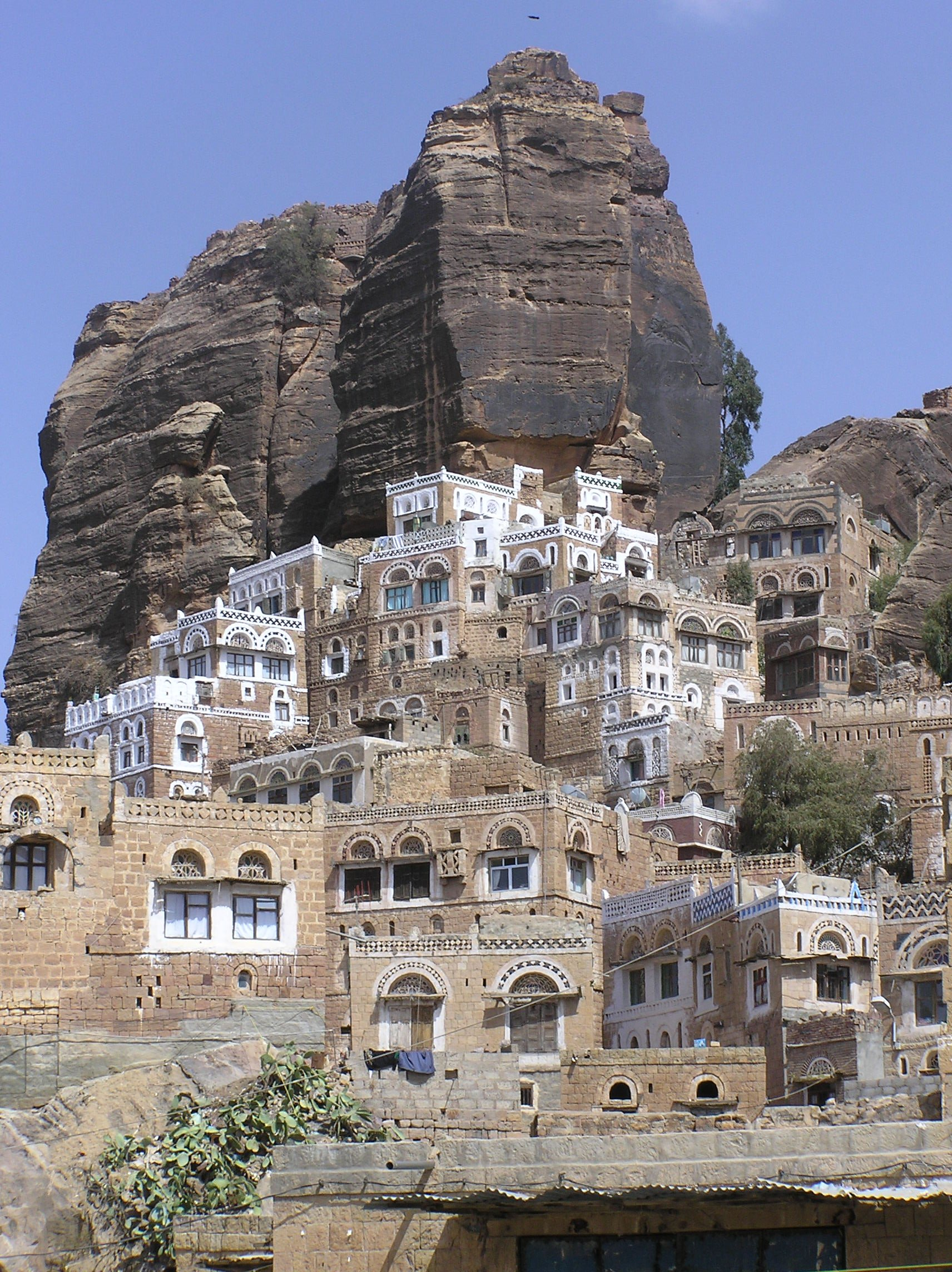
شبام كوكبان
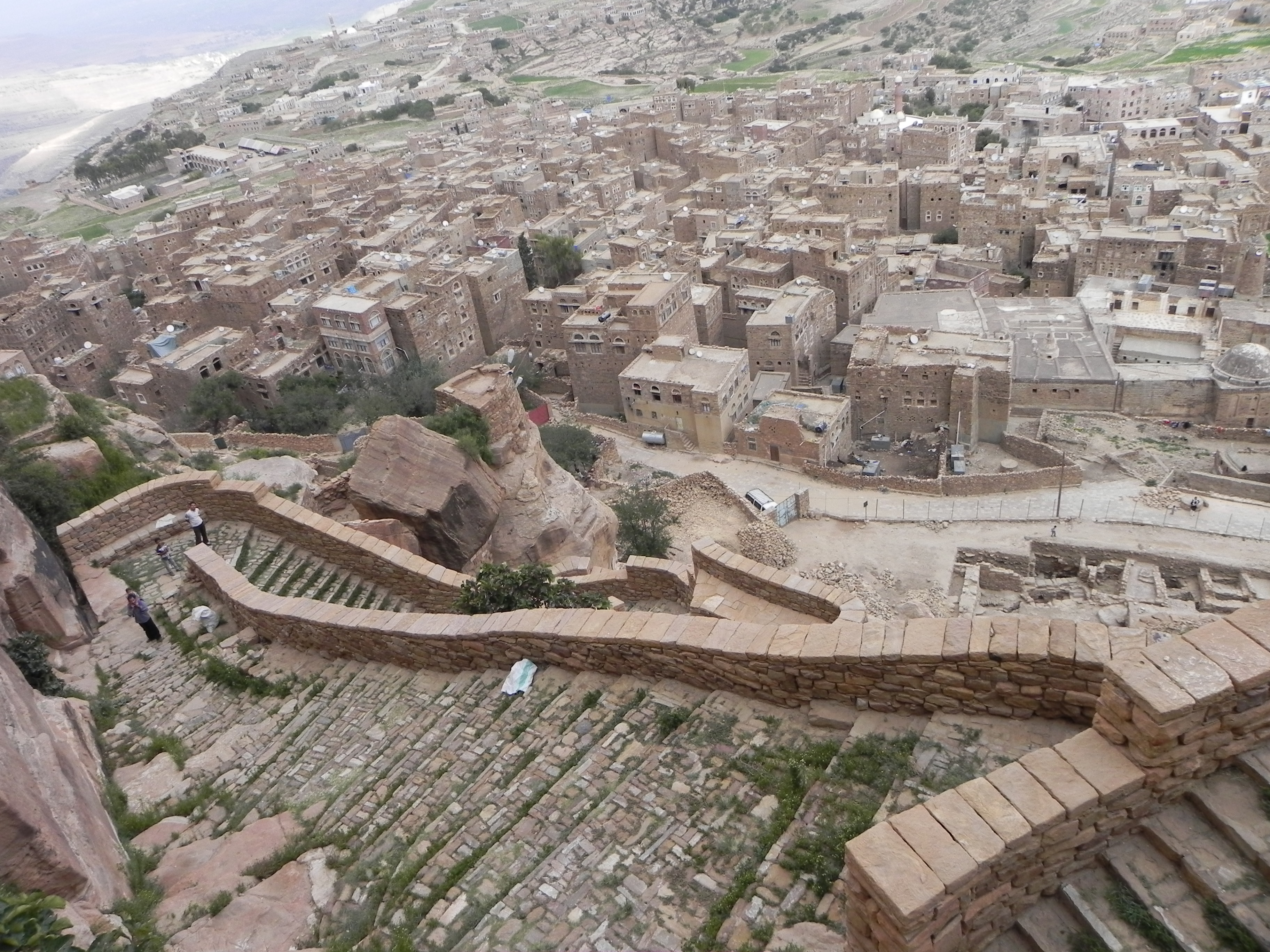
مدينة ثلاء
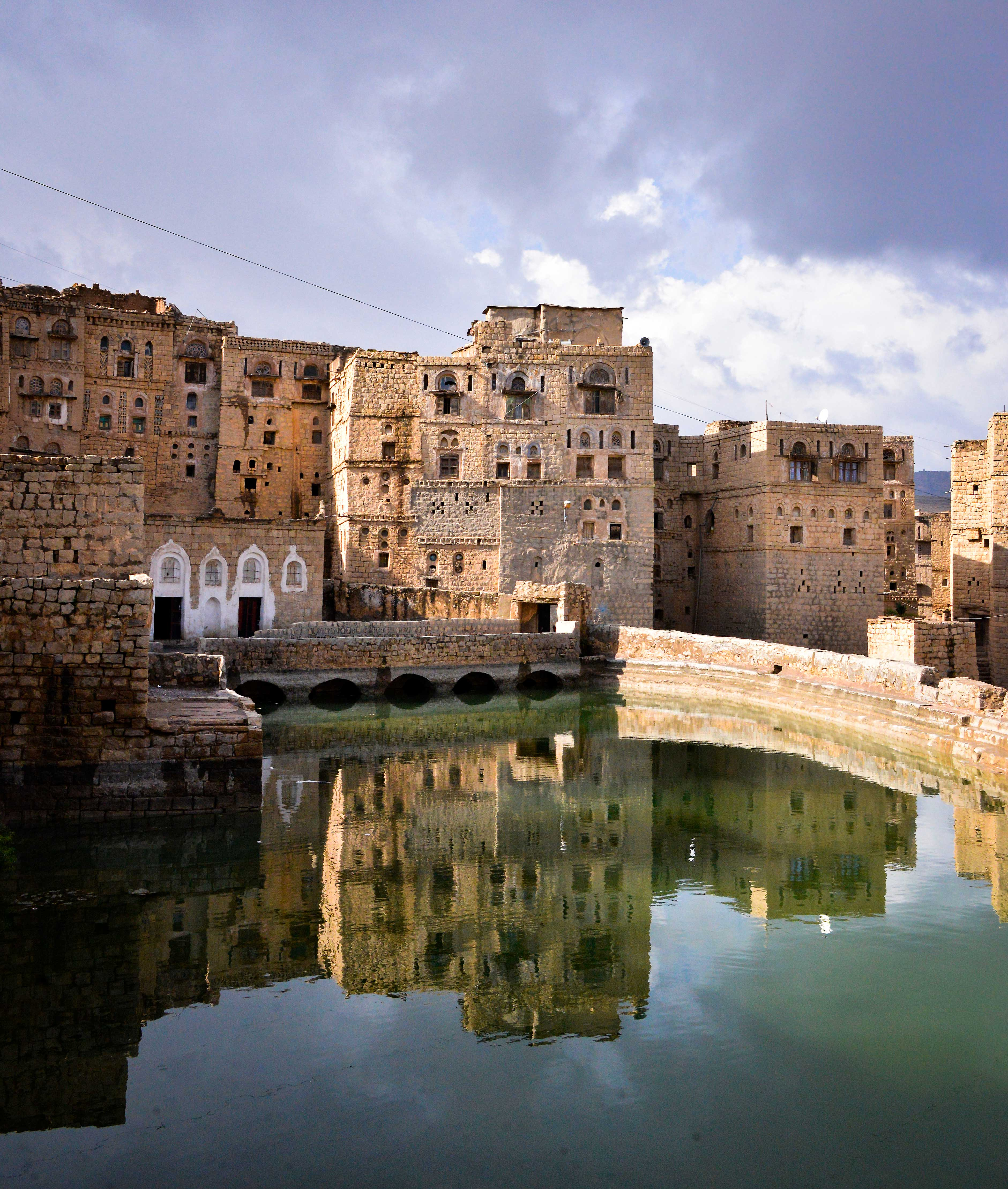
مدينة ثلاء
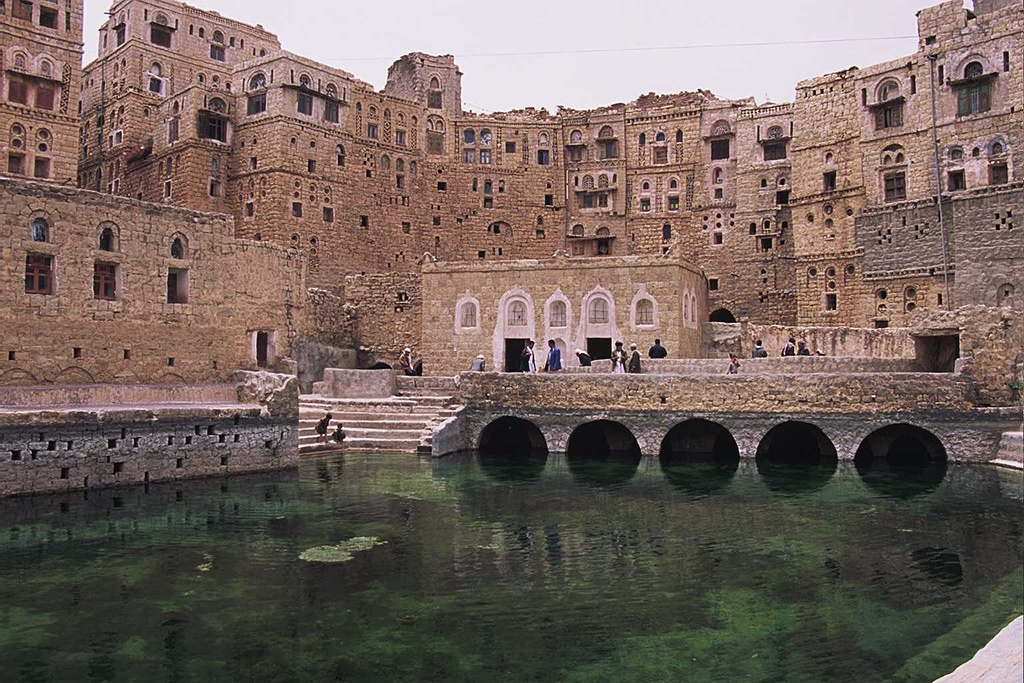
صهريج حبَّابة في عمران
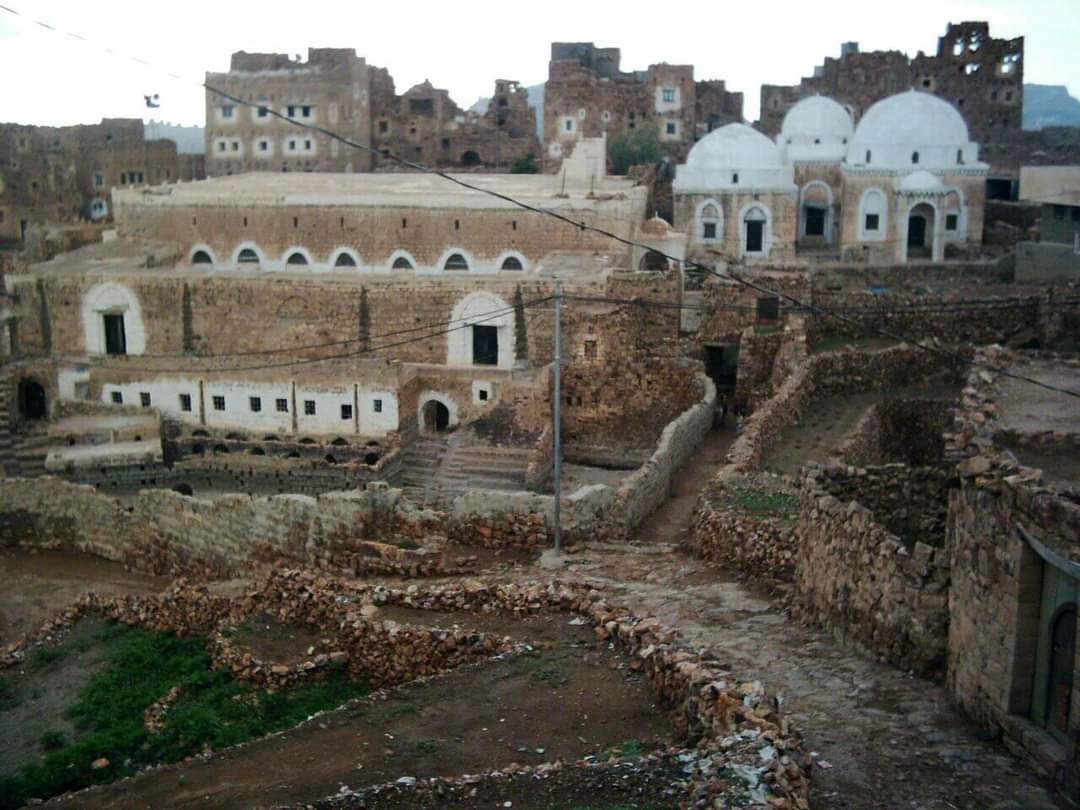
جامع الامام القاسم شهارة
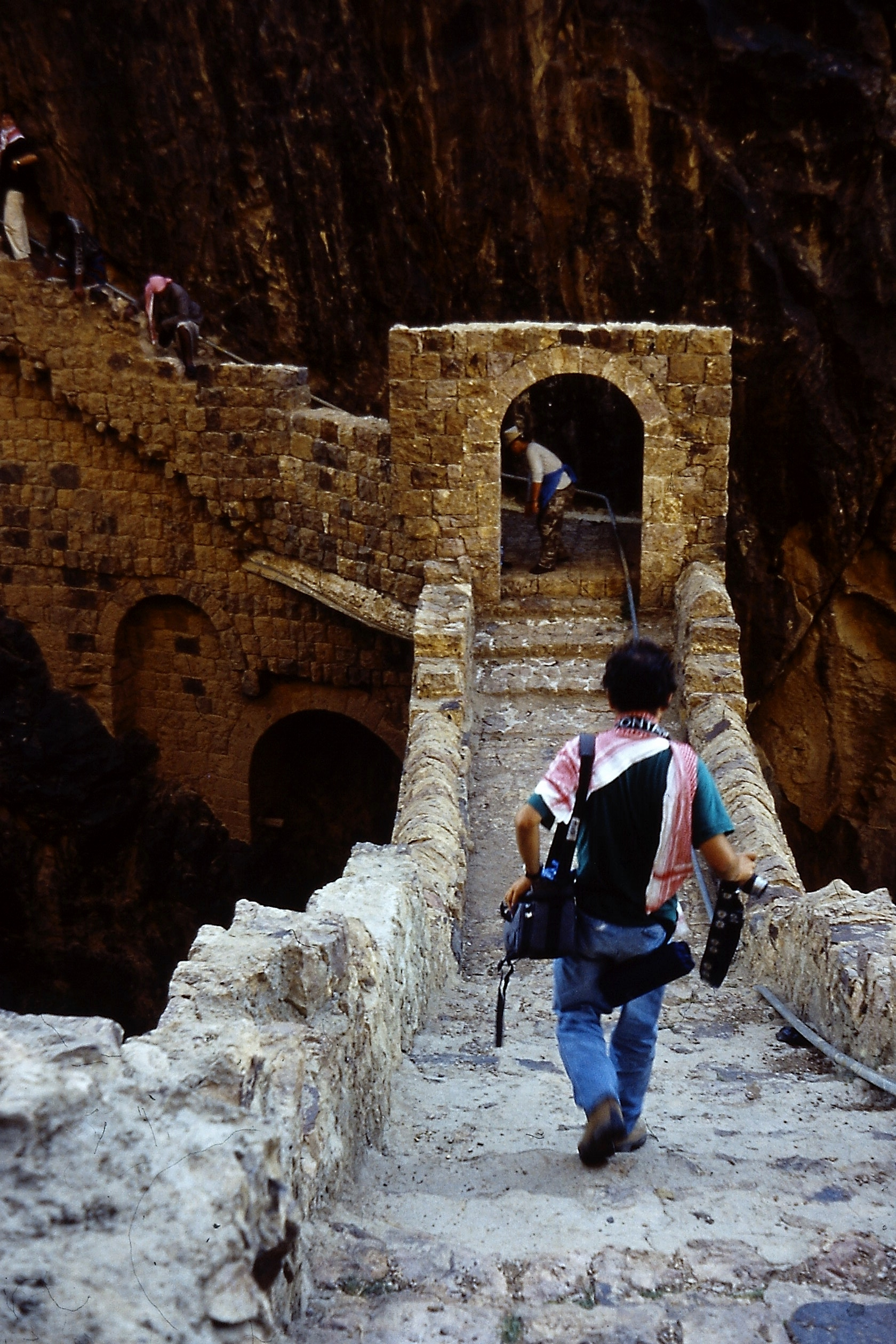
جسر شهارة

- خبار بلادي.. اليمن.. محافظة عمران